# Synagogue de Sokal
La Grande synagogue de Sokal  est un bâtiment classé de la ville de Sokal (Ukraine) située en Galice.

## Historique
Elle a été bâtie en 1762 et est l'une des plus anciennes de Galice, elle est en même temps l'un des plus anciens bâtiments de la ville. Endommagée pendant la Seconde Guerre mondiale, elle avait été un dépôt pendant l'époque soviétique. 
L'historien local Chernetsky a trouvé la trace d'un accord entre les bourgeois de la ville et la communauté juive de la ville prouvant l’existence d'une synagogue en 1609.

## Images

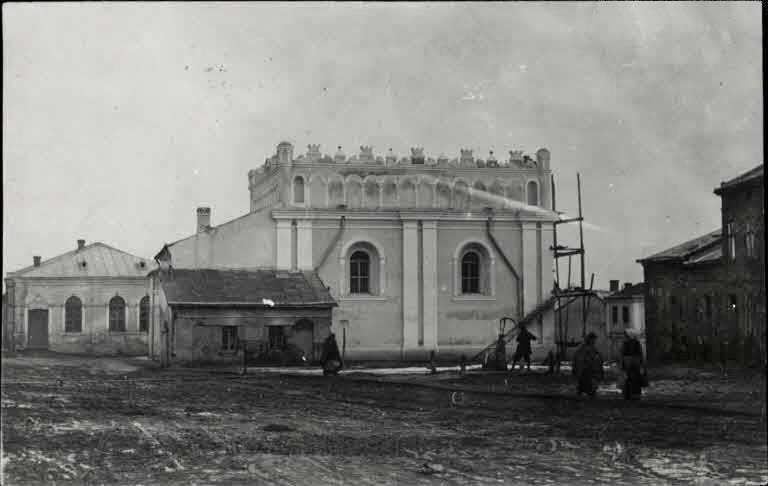
Vue de 1915
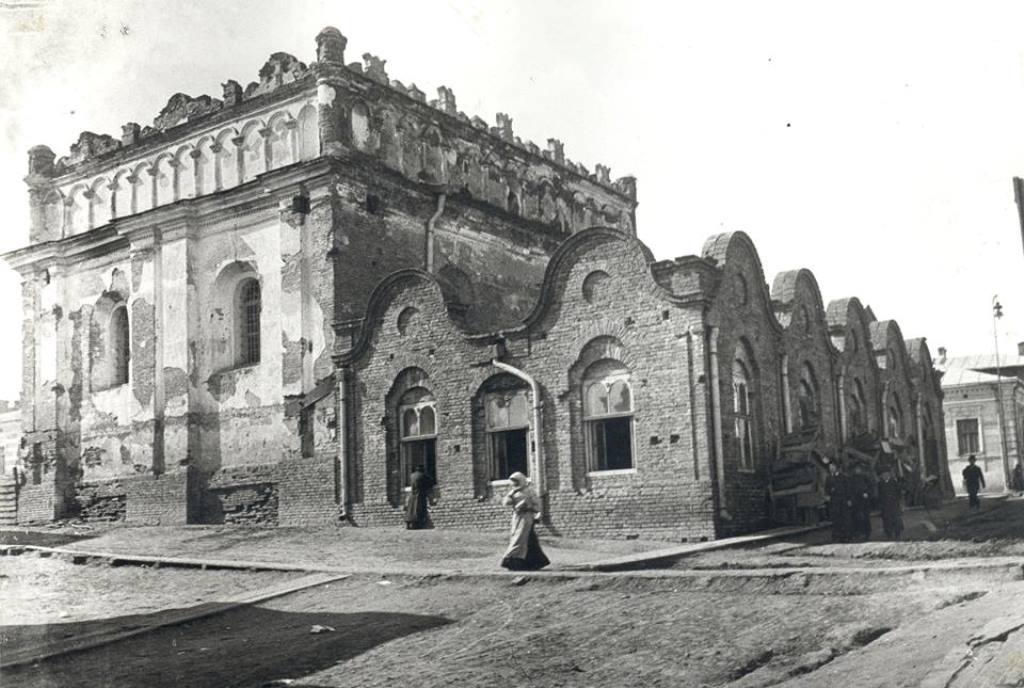
de 1920 ou 1930.
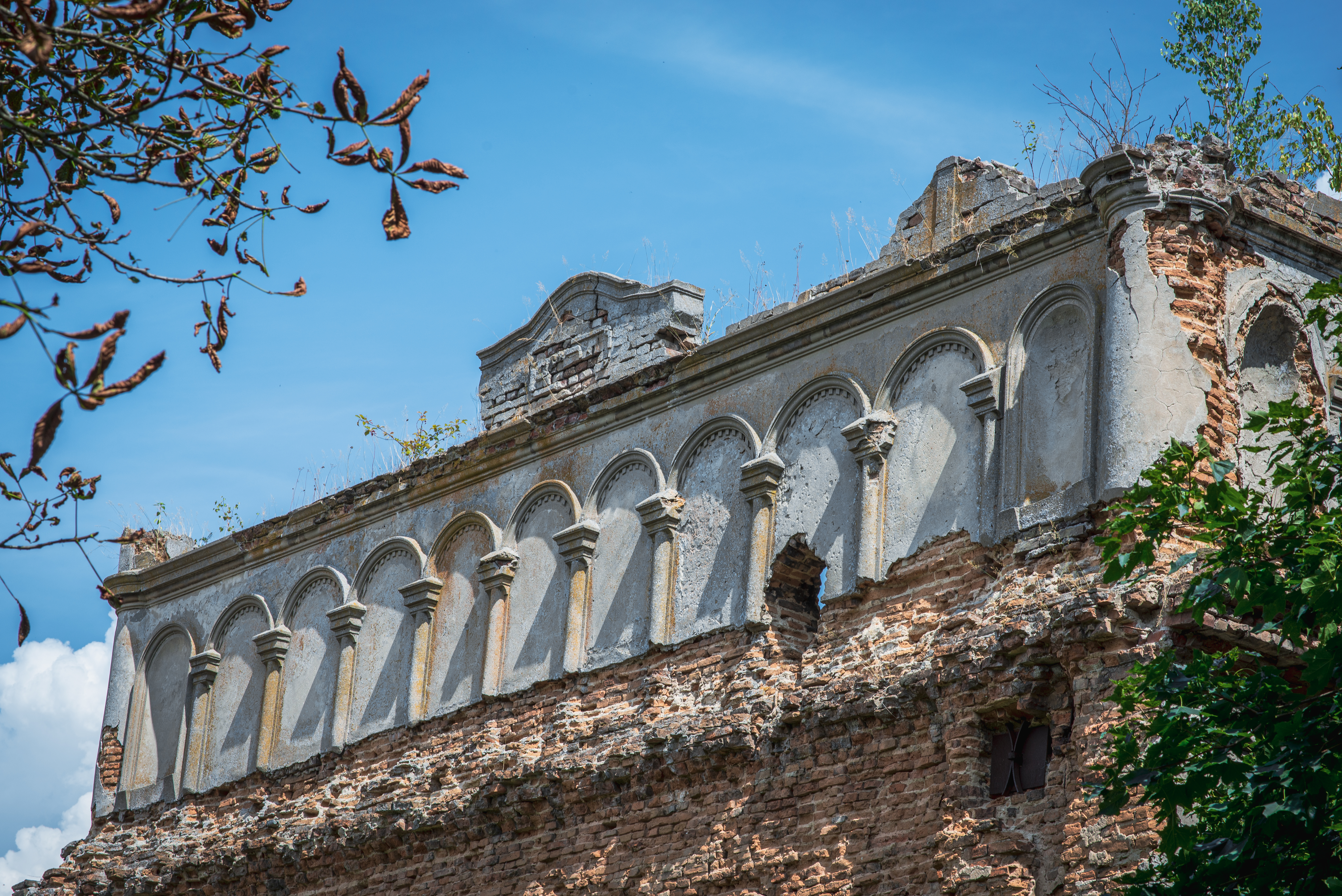
décor extérieur,
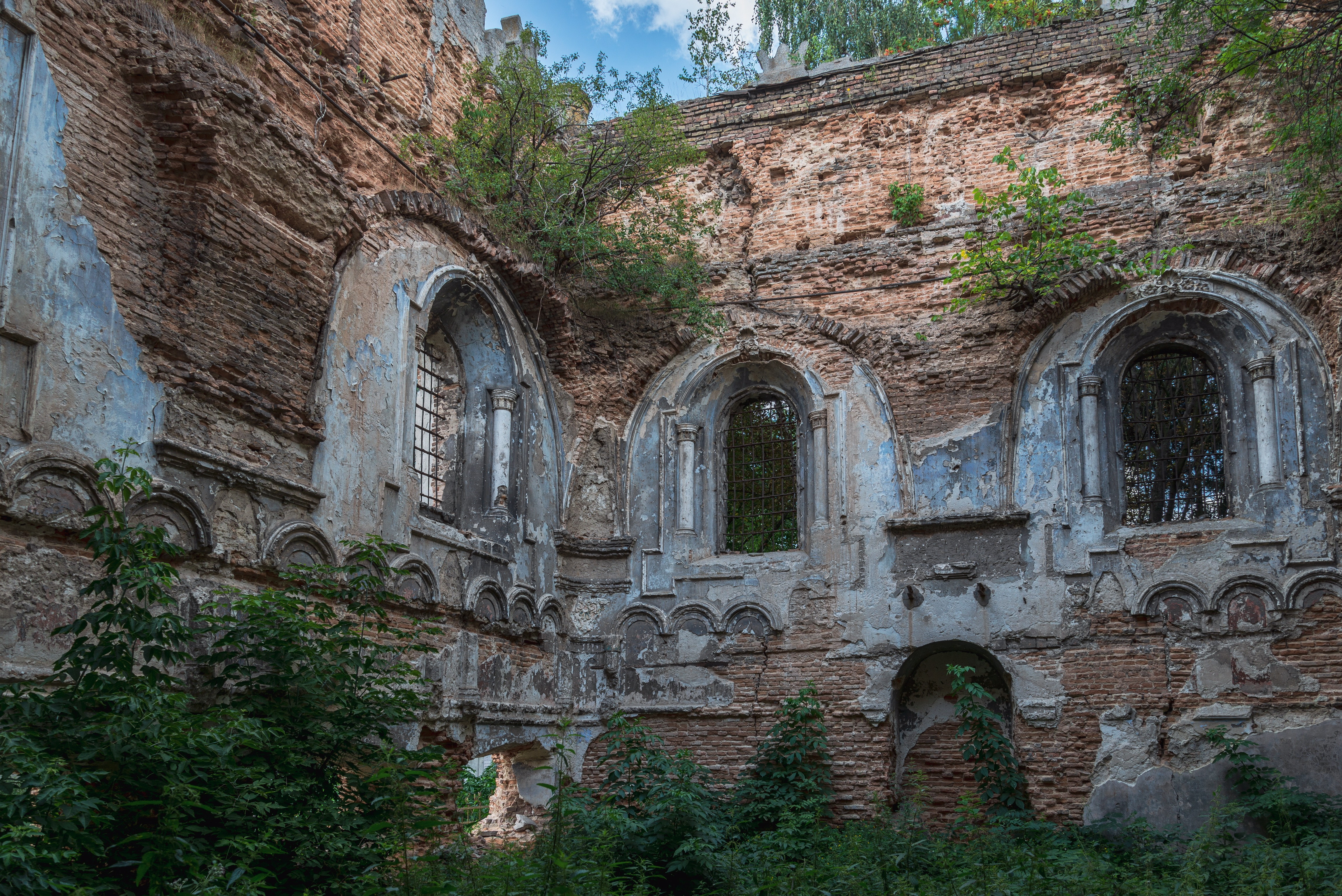
intérieur.